# Nycteris
Los nictéridos (Nycteridae) son una familia de murciélagos microquirópteros conocidos vulgarmente como murciélagos de hoyuelos o de cara cortada que posee un solo género, Nycteris. Sus representantes habitan en Malasia, Indonesia y algunas partes de África. La longitud promedio de su oscila entre 4 y 8 cm, y su pelaje es grisáceo, marrón o rojizo. Poseen un pliegue en el centro de su rostro que podría estar relacionado con la ecolocalización; además, tienen largas orejas y una cola en forma de T, característica única entre los mamíferos. Su fórmula dentaria es: 2/3, 1/1, 1/2, 3/3 = 32. Se reproducen una vez al año, pariendo una o dos crías.

## Clasificación
La mayoría de las referencias citan 13 especies, si bien hay 16 descritas. Se listan como "?" las que poseen un estatus por determinar.
- Nycteris arge
- Nycteris aurita
- Nycteris gambiensis
- Nycteris grandis
- Nycteris hispida
  - Nycteris hispida hispida
  - Nycteris hispida pallida
- Nycteris intermedia
- Nycteris javanica
- Nycteris macrotis
  - Nycteris macrotis aethiopica
  - Nycteris macrotis macrotis
  - Nycteris macrotis luteola
- Nycteris vinsoni
- Nycteris madagascariensis
- Nycteris major
  - Nycteris major avakubia
  - Nycteris major major
- Nycteris nana
  - Nycteris nana nana
  - Nycteris nana tristis
- Nycteris thebaica
  - Nycteris thebaica adana
  - Nycteris thebaica albiventer
  - Nycteris thebaica capensis
  - Nycteris thebaica damarensis
  - Nycteris thebaica najdiya
  - Nycteris thebaica thebaica
- Nycteris tragata
- Nycteris parisii ?
- Nycteris woodi